# 麥克萊倫公園 (加利福尼亞州)
麥克萊倫公園（英語：McClellan Park）是位於美國加利福尼亞州薩克拉門托縣的一個人口普查指定地區。

## 地理
麥克萊倫公園的座標為38°39′44″N 121°24′06″W / 38.66222°N 121.40167°W，而該地最高點為海拔高度21米（即69英尺）。

## 人口
根據2010年美國人口普查的數據，麥克萊倫公園的面積為10.490平方千米，均為陸地。當地共有人口743人，而人口密度為每平方千米70人。